# Puštal
Puštal je naselje v Občini Škofja Loka.
Naselje je začetna točka izletniške poti do Sv. Andreja.

## Kulturna dediščina
- Dvorec (grad) (13. - 18. stol.)
- Cerkev sv. Križa (1710)
- Nacetova hiša (15. - 18. stol.)
- Hiša pri Burjevcu (1700)
- Hiša pri Tonetu (18. stol.)
- Hiša pri Benču (18. stol.)
- Hiša pri Stanoniku (1790)
- Hiša pri Poličarju (18. - 20. stol.)